# Bugijština
Bugijština (bugisky Basa Ugi, ᨅᨔ ᨕᨘᨁᨗ, indonésky Bahasa Bugis) nebo též bugiština je malajsko-polynéský jazyk, kterým mluví národ Bugiů, žijící převážně v indonéské provincii Jižní Sulawesi. Bugijština je mateřštinou asi pro pět milionů lidí, dalšího půl milionu ji používá jako druhý jazyk.
Od 17. století se Bugiové ze své domoviny rozšířili na další místa v Malajském souostroví, jejich jazyk postupně přijal část slovní zásoby z malajštiny. První slovník bugijštiny sestavil misionář B. F. Matthews, který také do tohoto jazyka přeložil Bibli.
Bugijština je ergativní jazyk. K zápisu bugijštiny se od 17. století používalo slabičné písmo lontara (pojmenované podle druhu palmy, na jejíž listy se psalo), které však v denním použití ustupuje latince. Významnou literární památkou v bugijštině je epos Sureq Galigo.

## Příklady

### Číslovky
| Bugijsky (Lontara) | Bugijsky (Latinka) | Česky |
| ᨊᨚᨒᨚ                 | nolo               | nula  |
| ᨔᨙᨉᨗ                 | seddi              | jeden |
| ᨉᨘᨓ                 | dua                | dva   |
| ᨈᨛᨒᨘ                 | télu               | tři   |
| ᨕᨛᨄ                 | eppa               | čtyři |
| ᨒᨗᨆ                 | lima               | pět   |
| ᨕᨛᨊᨛ                 | énnéng             | šest  |
| ᨄᨗᨈᨘ                 | pitu               | sedm  |
| ᨕᨑᨘᨓ                | arua               | osm   |
| ᨕᨔᨙᨑ                | asera              | devět |
| ᨔᨛᨄᨘᨒᨚ                | seppulo            | deset |

## Vzorový text

### Všeobecná deklarace lidských práv
| bugijsky (lontara) | ᨔᨗᨊᨗᨊ ᨑᨘᨄ ᨈᨓᨘ ᨑᨗ ᨍᨍᨗᨐᨂᨗ ᨑᨗᨒᨗᨊᨚᨕᨙ ᨊᨄᨘᨊᨐᨗ ᨆᨊᨛᨂᨗ ᨑᨗᨐᨔᨛᨂᨙ ᨕᨒᨛᨅᨗᨑᨛ᨞ ᨊᨄᨘᨊᨐᨗ ᨑᨗᨐᨔᨛᨂᨙ ᨕᨀᨒᨛ᨞ ᨊᨄᨘᨊᨐᨗ ᨑᨗᨐᨔᨛᨂᨙ ᨕᨈᨗ ᨆᨑᨛᨊᨗ ᨊ ᨔᨗᨅᨚᨒᨙ ᨅᨚᨒᨙᨊ ᨄᨉ ᨔᨗᨄᨀᨈᨓᨘ ᨄᨉ ᨆᨔᨒᨔᨘᨑᨛ᨞                                                                                                |
| bugijsky (latinka) | Sininna rupa tau ri jajiangngi rilinoe nappunnai manengngi riasengnge alebbireng . Nappunai riasengnge akkaleng, nappunai riasengnge ati marennni na sibole bolena pada sipakatau pada massalasureng. |
| česky              | Všichni lidé se rodí svobodní a sobě rovní co do důstojnosti a práv. Jsou nadáni rozumem a svědomím a mají spolu jednat v duchu bratrství.                                                            |